# Плана (кратер)
Пла́на (італ. Plana) — метеоритний кратер на видимому боці Місяця, розміщений поміж озером Смерті і озером Сновидінь — відповідно, з південного боку та північного. На сході від Плани розміщений кратер Мейсон. Вінця Плани ушкоджені метеоритами. Внутрішня поверхня кратера заповнена лавою й рівна, якщо не брати до уваги пагорба посередині й невеликого кратера поблизу східної стіни.
Діаметр — 43 км, глибина — 1,8 км, координати центра — 42,2° пн. ш. 28,2° сх. д. У 1935 році кратер дістав назву Плана на честь італійського астронома і математика Джованні Антоніо Амедео Плани (1781–1864).

## Супутні кратери
Ці кратери названо іменем цього кратера з доданням великої латинської літери:
| Плана | Координати                                              | Діаметр, км |
| ----- | ------------------------------------------------------- | ----------- |
| C     | Координати: Широта не може бути парсована як число:42,7 | 14          |
| D     | Координати: Широта не може бути парсована як число:41,7 | 7           |
| E     | Координати: Широта не може бути парсована як число:40,5 | 6           |
| F     | Координати: Широта не може бути парсована як число:39,8 | 5           |
| G     | Координати: Широта не може бути парсована як число:39,1 | 9           |

У 2012 році Міжнародне товариство Місяця (англ. Luna Society International) запропонувало дати кратеру Плана G назву «Мандела» або «кратер миру між народами імені Нельсона Мандели» на честь політичного діяча Нельсона Мандели, але Міжнародний астрономічний союз відхилив цю пропозицію.